# Ratvaj
Ratvaj es un municipio del distrito de Sabinov en la región de Prešov, Eslovaquia, con una población estimada a final del año 2024 de 163 habitantes.
Se encuentra ubicado en el centro-oeste de la región, en el valle del río Torysa (cuenca hidrográfica del río Tisza).

## Demografía
| Año        | 1994 | 2004    | 2014    | 2024     |
| ---------- | ---- | ------- | ------- | -------- |
| Población  | 131  | 143     | 141     | 163      |
| Diferencia |      | +9,16 % | −1,39 % | +15,60 % |

| Año        | 2023 | 2024    |
| ---------- | ---- | ------- |
| Población  | 162  | 163     |
| Diferencia |      | +0,61 % |